# كأس السوبر العربي 1999
كأس السوبر العربي 1999 كانت مسابقة دولية للأندية شارك فيها الفائزون ووصافئهم من البطولة العربية للأندية والبطولة العربية للأندية الفائزة بالكؤوس. هي النسخة السادسة وقد فاز بها مولودية وهران الجزائري.

## الفرق المشاركة
| النادي        | طريقة التأهل                                      | المشاركة السابقة (الخط العريض يشير إلى الفائزين) |
| ------------- | ------------------------------------------------- | ------------------------------------------------ |
| وداد تلمسان   | بطل بطولة الأندية العربية لأبطال الدوري 1998      |                                                  |
| الشباب        | وصيف بطولة الأندية العربية لأبطال الدوري 1998     | 2 (1995، 1998)                                   |
| مولودية وهران | بطل البطولة العربية للأندية الفائزة بالكؤوس 1998  | 1 (1998)                                         |
| الجيش         | وصيف البطولة العربية للأندية الفائزة بالكؤوس 1998 |                                                  |

## النتائج والترتيب
| فريق          | لعب | ف | ت | خ | له | عليه | ف.أ | نقاط |
| ------------- | --- | - | - | - | -- | ---- | --- | ---- |
| مولودية وهران | 3   | 2 | 1 | 0 | 4  | 1    | +3  | 7    |
| الجيش         | 3   | 2 | 0 | 1 | 4  | 3    | +1  | 6    |
| وداد تلمسان   | 3   | 1 | 1 | 1 | 1  | 1    | 0   | 4    |
| الشباب        | 3   | 0 | 0 | 3 | 0  | 4    | −4  | 0    |

## وصلات خارجية
- Arab Super Cup 1999 - rsssf.com